# Vladislav Listjev
Vladislav (Vlad) Nikolajevič Listjev (rusky Владисла́в Никола́евич Листьев; 10. května 1956, Moskva – 1. března 1995, tamtéž) byl ruský novinář a vedoucí televizního kanálu ORT (nyní vládou vlastněný První kanál).

## Kariéra
Listjev byl pravděpodobně nejpopulárnějším novinářem a televizním moderátorem v Rusku a byl osobností, která vnášela hlas demokracie do ruské televize. Listjev se poprvé objevil v televizi jako jeden z moderátorů progresivního a úspěšného pořadu Vzgljad koncem 80. let. Tehdy to byl vynikající pořad, po premiéře si mnoho lidí myslelo, že je v televizi povolen jen chybou cenzorů. Program byl jako „čerstvý vítr“, nastolil otázky, o kterých se nikdy předtím veřejně nediskutovalo, jako Stalinovy velké čistky nebo rekonstrukce moskevské katedrály Krista Spasitele, kterou komunisté v roce 1931 vyhodili do povětří. Program sledovalo týdně až 100 milionů lidí.
Po úspěchu Vzgljadu Listjev a jeho kolegové založili televizní společnost VID. V roce 1995 Listjev přešel z VID do ORT, kde byl jmenován ředitelem. Jedním z prvních kroků Listjeva bylo dočasné zastavení veškeré reklamy. Smyslem bylo vyloučit prostředníky z lukrativního reklamního byznysu a kontrolovat budoucí prodej reklamy ze strany kanálu.

## Smrt
Krátce po svém jmenování, večer 1. března 1995, byl Listjev při návratu z natáčení svého večerního pořadu zastřelen na schodech domu, kde žil. Cennosti a velká částka v hotovosti, které měl u sebe, zůstaly nedotčeny. Vyšetřovatele to vedlo k závěru, že vražda byla buď politická nebo měla obchodní motiv. Ani střelec, ani objednavatel vraždy nebyl vypátrán.
Vražda Listjeva vyvolala pobouření veřejnosti. ORT a několik dalších ruských kanálů 2. března zůstalo vypnutých a zobrazovaly pouze fotografii Listjeva a slova „Vladislav Listjev byl zabit“. Emotivní smuteční řeč pronesl i tehdejší prezident Boris Jelcin. O několik dní později byl kanál reorganizován, nakonec vysílá jako vládou kontrolovaný První kanál.
Existuje mnoho spekulací o příčinách Listjevovy vraždy. Nejpravděpodobnější jsou finanční nebo politické důvody. Když Listjev vyřadil z prodeje reklamy zprostředkovatelské reklamní agentury, připravil mnoho zkorumpovaných obchodníků o zdroj velkých zisků. Z politického hlediska se Listjev v Rusku těšil obrovské oblibě a mohl potenciálně ovlivnit politickou náladu v celé zemi.